# Affinghausen
Affinghausen község Németországban, Alsó-Szászországban, a Diepholzi járásban. Lakosainak száma 879 fő (2023. december 31.).